# Nowickea
Nowickea es un género con dos especies de plantas fanerógamas perteneciente a la familia las fitolacáceas. 

## Taxonomía
El género fue descrito por J.Martínez & J.A.McDonald y publicado en Journal of Botany, British and Foreign 66: 141. 1928. La especie tipo es: Nowickea xolocotzii

## Especies
- Nowickea glabra
- Nowickea xolocotzii